# عبدالباقی شعاعی
عبدالباقی شعاعی (۱۲۸۲ - ۱۳۶۲ تهران) از کارگزاران مالی و اقتصادی دوران پهلوی بود.
خدمات اداری خود را از بانک ملی آغاز کرد و مدتی رئیس بانک ملی شعبه بازار تهران بود. وقتی سرتیپ امیرخسروی از ریاست بانک ملی به وزارت دارایی رفت، او را نیز با خود برد.  در ششم تیر ۱۳۲۹ که رزم‌آرا کابینه خود را به مجلس شورای ملی معرفی کرد، از شعاعی به عنوان معاون وزارت دارایی نام برد که تا زمانی که دکتر تقی نصر به ایران بازگردد و بر کرسی وزارت بنشیند، این وزارت‌خانه را اداره خواهد کرد. دکتر نصر پس از بازگشت به ایران مدت کوتاهی وزی دارایی بود و سپس ایران را ترک گفت و اداره وزارت دارایی در دست شعاعی ماند.
پس از کابینه رزم‌آرا، شعاعی مدیرکل مالی ارتش شد و در سال ۱۳۳۹ در دولت شریف امامی به وزارت دارایی رسید. پس از آن هم معاون بازرسی شاهنشاهی بود.